# التل (موقع أثري)
التل هو موقع أثري في الضفة الغربية، يعرف عادة بمدينة عاي التوراتية.

## المكان
يقع موقع التل بجوار قرية دير دبوان الحديثة وعلى بعد حوالي 3 كم شرق بيتين (بيت إيل القديمة)، على قمة هضبة مستجمعات المياه المطلة على وادي الأردن ومدينة أريحا على بعد 14 كم شرقًا.

## تاريخ التنقيب
```
أُجري أول استكشاف أثري للتل في سبتمبر 1928 تحت إشراف جون غارستانغ. حُفرت ثمانية خنادق، خمسة مقابل الجانب الخارجي من سور المدينة الجنوبي وثلاثة داخل المدينة نفسها. لم تنشر نتائج هذا التنقيب رسميا، والتقرير الوحيد المعروف هو ملخص من ثلاث صفحات قدمه غارستانغ في نهاية العمل. في كتاب لاحق، ادعى غارستانغ أن الفخار في أواخر 
العصر البرونزي
، الذي يعود تاريخه إلى 1400 قبل الميلاد، عُثر عليه في هذا التنقيب، ولكن هذا الفخار لم يذكر في ملخصه السابق للعمل ولا يمكن تحديد موقعه الآن.
```

جرت الحفريات التالية في التل خلال ثلاثة مواسم بين عامي 1933 و1935 بقيادة جوديث ماركيه كراوس، بدعم من البارون إدموند دي روتشيلد. قُطع الموسم الرابع من التنقيب بسبب وفاة ماركيه كراوس المفاجئة في يوليو 1936. ومع ذلك، قام زوجها بتجميع كتالوج للأشياء الموجودة في الحفريات ونشره في عام 1949. ركزت هذه الحملة على المنطقة العليا من التل والمناطق المكشوفة من الأكروبوليس وقرية يعود تاريخها إلى العصر الحديدي.
نفذت أحدث حملة في التل، البعثة الأثرية المشتركة، في تسعة مواسم من عام 1964 إلى عام 1970 وأشرف عليها جوزيف كالاواي والمدارس الأمريكية للبحوث الشرقية. فتحت ثمانية مواقع جديدة في التل في المناطق المجاورة لبعثة ماركيت -كراوس وعلى طول أسوار المدينة الشرقية السفلى، تم مسح ثلاثة مواقع أصغر في الحي لإنشاء ملف أثري أكثر اكتمالا للمنطقة.

## مراحل الاستيطان

### البرونز المبكر الأول
تتزامن أقدم مرحلة استيطان معروفة في التل، تسمى "ما قبل الحضرية"، مع العصر البرونزي المبكر الأول واستمرت من حوالي 3200 إلى 3100 قبل الميلاد. في هذه الفترة، استقرت قرية غير محصنة (قطرها حوالي 200 متر، كبيرة بالنسبة ل EBI) في الموقع، مع المقابر المصاحبة المحفورة في الكهوف على المنحدرات الشمالية الشرقية للتل. تظهر أنماط الفخار من هذه الفترة التأثيرات الثقافية الأصلية والأجنبية وقد تدل على اختلاط الشعوب من المناطق المجاورة والوافدين الجدد الذين يهاجرون من مناطق أبعد. وبمرور الوقت، تميل العناصر الأجنبية إلى الهيمنة على العناصر الأصلية.
حوالي 3100 قبل الميلاد، داخل التل مرحلة "أوربان أ". تم بناء مدينة مسورة كبيرة جيدة التخطيط، تبلغ مساحتها حوالي 110000 متر مربع (~ 11 هكتار)، في الموقع. تشمل بعض المباني البارزة من هذا الوقت مجمع أكروبوليس كبير يتكون من مجمع قصر معبد وسوق ومنطقة سكنية وأربع بوابات مدينة محصنة. في وقت ما بين 2950 و2860 قبل الميلاد، تعرضت المدينة الحضرية لدمار عنيف. وأحرقت معظم المباني الرئيسية وسويت بالأرض. تغطي طبقة من الحجارة المحروقة والرماد أرضيات مباني EBI.

### أوائل البرونز الثاني
بعد هذا التدمير، أعيد بناء المدينة ودخلت في مرحلة "أوربان ب" ، والتي تتزامن مع الفترة البرونزية الثانية المبكرة. تعرضت المباني للإصلاح والتعديل، وأصبحت محصنة بشكل أكبر. يشير شكلان جديدان مميزان من الفخار ظهرا لأول مرة في هذه الفترة إلى فرض قيادة جديدة على المدينة. قد يكون هؤلاء الوافدون الجدد مسؤولين أيضًا عن تدمير مستوطنة أوربان أ / EBI.
دُمرت مدينة أوربان ب، مثل سابقتها، بعنف بالنيران. كشفت الحفريات عن أنقاض المباني والحجارة المنهارة والعوارض في كل موقع تم التحقيق فيه. اشتعلت النيران المحاصرة تحت أنقاض الأسطح المنهارة بحرارة كافية لتغيير التركيب الكيميائي للحجر، وهي عملية تسمى التكليس. كانت جدران المجمع على الأكروبوليس مائلة ونازحة بسبب صدع في الأساس الصخري، مما يشير إلى أن الزلزال ربما كان مسؤولا عن الدمار. حدث هذا حوالي 2720 قبل الميلاد، بناءً على تأريخ الكربون 14.[بحاجة لمصدر]

### أوائل البرونز الثالث
بعد هذا الدمار، كانت المدينة في حالة خراب لبعض الوقت. قنوات التآكل تخترق الحطام. بناء على عمقها وانتشارها، تم التخلي عن المدينة على الأرجح لمدة تتراوح بين 20 و40 عاما. أخيرا، في أوائل العصر البرونزي الثالث، أعيد بناء التل ودخل مرحلة "أوربان ج". التأثير المصري في هذه المرحلة واضح، ويشهد على ذلك استخدام الأعمدة الحجرية المشكلة بالمناشير النحاسية بالإضافة إلى تقنيات البناء المصرية النموذجية الأخرى. من المعروف وجود بوابتين في سور المدينة، إلى جانب خزان مفتوح كبير مصمم لالتقاط مياه الأمطار.
حوالي عام 2550 قبل الميلاد، كان هناك اضطراب مؤقت في الموقع، بناء على الأضرار وإعادة البناء للتحصينات والتغييرات الرئيسية في منطقة المعبد. أخيرا، حوالي 2400 قبل الميلاد، تجاوز التدمير الكامل الموقع مرة أخرى. اقترح كالاواي أن حاكما كنعانيا محليا ربما تمكن من غزو المدينة بعيدا عن المصريين، وبعد ذلك تم تدميرها في هجوم مصري مضاد.

## روايط خارجية
- Callaway, Joseph. "Ai." In David Noel Freedman (ed.), The Anchor Bible Dictionary, vol.1, p. 125–130. Doubleday, 1992.
- Callaway, Joseph. "Ai." In Ephraim Stern (ed.), The New Encyclopedia of Archaeological Excavations in the Holy Land, p. 39–45. Simon & Schuster, 1993.